# Liên Xô chiếm đóng Latvia năm 1940
Liên Xô chiếm đóng Latvia năm 1940 là sự kiện Liên Xô sáp nhập Cộng hòa Latvia trở thành một nước cộng hòa thành viên của Liên bang Xô viết năm 1940, mà nói theo phương Tây Tòa án Nhân quyền châu Âu, Chính phủ Latvia, Bộ ngoại giao Hoa Kỳ và Liên minh châu Âu, lên án việc sáp nhập Cộng hòa Latvia bởi Liên Xô, họ tuyên bố đó hành động chiếm đóng bất hợp pháp.
Trong giai đoạn đánh giá lại lịch sử Liên Xô mà bắt đầu trong thời Perestroika, Liên Xô 1989 đã lên án Nghị định thư Phụ lục Bí mật 1939 giữa Đức Quốc xã và chính mình mà đã dẫn tới cuộc tấn công và chiếm đóng các nước Baltic, bao gồm Latvia. Trong khi Nga đã thừa nhận trong một hiệp ước với Litva tác động xâm phạm của Liên Xô đối với chủ quyền của nước này trước khi Liên Xô tan rã, không có một lời công nhận nào của Nga đối với Estonia hay Litvia, nhà cầm quyền trung ương của Liên Xô đã không công nhận việc sáp nhập là chiếm đóng trước khi nó tan rã.
Trong tháng 7 năm 1989, Latvia đã bắt đầu con đường Phục hồi chủ quyền Cộng hòa Latvia, và sau khi Liên Xô tan rã, Latvia đã hoàn toàn trở thành một nước độc lập vào năm 1991. Vào ngày 22 tháng 8 năm 1996, quốc hội Latvia đã tuyên bố việc sáp nhập Latvia của Liên Xô năm 1940 là một "chiếm đóng quân sự" và "sáp nhập bất hợp pháp".
Ngược lại theo quan điểm của Nga, thì vào thời điểm đó, người dân và chính phủ hợp pháp của các nước Baltic đã tình nguyện gia nhập Liên Xô. Họ và người Nga đã có quan hệ lâu bền, cùng thuộc một đất nước là Đế quốc Nga kể từ thập niên 1720 trở đi (tức là cùng lúc với việc Scotland và Anh thống nhất để hình thành Vương quốc Anh). Bộ trưởng Ngoại giao Nga Sergei Ivanov đã tuyên bố: "Nói rằng Liên Xô đã chiếm đóng các quốc gia vùng Baltic là vô lý và vô nghĩa. Người ta không thể chiếm một cái gì đó vốn thuộc về anh ta."
Tại Hội nghị Teheran 1943, Tổng thống Mỹ là Franklin Roosevelt trong trao đổi với Joseph Stalin ngày 01/12/1943, cũng công nhận chủ quyền của Liên Xô ở vùng Baltic: "Tại Hoa Kỳ đang dấy lên nghi vấn về các nước cộng hòa Baltic thuộc Liên Xô, và tôi tin rằng công luận thế giới cho là các dân tộc của các nước cộng hòa này có một tương lai bấp bênh. Vì vậy, tôi hy vọng rằng Nguyên soái Stalin sẽ đi vào xem xét yêu cầu này. Cá nhân tôi không có nghi ngờ rằng người dân ở các nước này sẽ bỏ phiếu để gia nhập Liên Xô cũng như cùng nhau như họ đã làm vậy trong những năm 1940... Thực tế là dư luận không biết rõ lịch sử."